# Николай (Лейсман)
Архиепи́скоп Никола́й (в миру Никола́й Андре́евич Ле́йсман, эст. Nikolai Leisman; 5 (17) октября 1862, Перновский уезд, Лифляндская губерния — 27 апреля 1947, деревня Пенуя, ЭССР) — епископ Русской Православной Церкви, в период с 1923 по 1940 год — Эстонской апостольской православной церкви (Константинопольский патриархат); архиепископ Печерский, церковный историк, духовный писатель, педагог, настоятель Псково-Печерского монастыря (1932—1940), основатель и ректор Печерской духовной семинарии (1933-1940).

## Биография
Родился в 1862 году в Перновском уезде Лифляндской губернии в эстонской семье.
В 1870-е годы обучался на филологическом факультете Дерптского университета.
В 1883 году окончил Рижскую духовную семинарию. В 1887 году окончил Санкт-Петербургскую духовную академию со степенью кандидата богословия и назначен преподавателем Рижской духовной семинарии.
В 1888 году рукоположён в сан священника и назначен настоятелем Гапсальского прихода.
До 1915 года — ключарь Рижского кафедрального собора, протоиерей. Штатный член Рижской Духовной консистории.
В последующие годы служил в Эстонии настоятелем и благочинным.
2 апреля 1933 года, после изгнания из Псково-Печерского монастыря епископа Иоанна (Булина), хиротонисан в сан епископа Печерского, викария Эстонской епархии, с назначением настоятелем Псково-Печерского монастыря.
В том же году основал и возглавил при монастыре Печерскую духовную семинарию. 3 сентября того же года состоялась торжественной открытие семинарии. Был в семинарии преподавателем многих дисциплин. Семинария выпускала пастырей, регентов и псаломщиков. Все преподаватели были вдумчиво подобраны самим Архиепископом Николаем.
При епископе Николае из Псково-Печерского монастыря были выселены эмигранты, проведена чистка монастырской братии. Сам монастырь был переведён на новый календарный стиль. Местное население бойкотировало настоятеля епископа Николая, отказываясь от участия в крестных ходах, упала посещаемость монастыря. Многие православные стали ходить на службу в загородную церковь, где служил опальный епископ Иоанн.
После убийства в октябре 1934 года архиепископа Рижского Иоанна (Поммера) до посвящения в Риге нового митрополита в марте 1936 года совершал хиротонии для Латвийской Церкви. 20 июля 1935 года возведён в сан архиепископа.
В июле 1940 года, после вхождения Эстонии в состав СССР, ушёл на покой. 6 августа того же года была закрыта Печерская духовная семинария, которая прекратила свою деятельность наряду со всеми другими частными учебными заведениями на территории Эстонской ССР.
В 1941 году воссоединился с Московским Патриархатом. Во время немецко-фашистской оккупации Эстонии по поручению Экзарха митрополита Сергия (Воскресенского) временно управлял делами Таллинской епархии.
Очевидно, вновь уклонился в «эстонскую схизму», поскольку 7 августа 1943 года вместе с митрополитом Александром (Паулусом) хиротонисал Петра Пяхкеля в сан епископа Печерского.
Скончался 27 апреля 1947 года и погребён на своей родине в деревне Пенуя (уст. Пеникюль; эст. Penuja), близ Килинги-Нымме (Эстония).
В 1964 году приход Пенуя был закрыт властями, а в 1979 году могила епископа Николая подверглась варварскому разорению. 15 декабря того же года его прах был перезахоронен на кладбище в Пенуя.

## Труды
- «История православия в Прибалтийском крае» (1893)
- «Imelik raamat» (1905)
- «Jeesuse imelik isik» (1906)
- «Õigeusu ajalugu Baltimaal uuemal ajal» (1907)
- «Судьба православия в Лифляндии c 40-х до 80-х годов XIX столетия» (1908)
- «Kristlik trööst» (jutluste kogu, 1911)
- «Vaimulikud kõned» (1911)